# There's No Sympathy for the Dead
| Recensione | Giudizio |
| ---------- | -------- |
| AllMusic   |          |
| Punknews   |          |

There's No Sympathy for the Dead è l'unico EP del gruppo musicale statunitense Escape the Fate, pubblicato nel 2006.

## Descrizione
Il disco si compone di cinque brani, tra cui As You're Falling Down, presente nella colonna sonora di Arena Football: Road to Glory.

## Tracce
Testi e musiche di Escape the Fate.
1. Dragging Dead Bodies in Blue Bags Up Really Long Hills – 3:38
2. There's No Sympathy for the Dead – 5:26
3. The Ransom – 3:50
4. As You're Falling Down – 3:24
5. The Guillotine – 4:32

## Formazione

### Gruppo
- Ronnie Radke – voce
- Omar Espinosa – chitarra, cori
- Max Green – basso
- Robert Ortiz – batteria
- Bryan "Monte" Money – chitarra

### Altri musicisti
- Dave Holdredge – violoncello
- Jef Moll – programmazione

### Produzione
- Michael "Elvis" Baskette – produzione, missaggio
- Josh Whelan – produzione
- Lynn Lauer – ingegneria del suono, missaggio
- Dave Holdredge – ingegneria del suono, missaggio
- Karen Schielke – ingegneria del suono
- Nick Pritchard – direzione artistica, design